# 奈良市立鶴舞小学校
奈良市立鶴舞小学校（ならしりつ つるまいしょうがっこう）は、奈良県奈良市鶴舞東町にある市立小学校。

## 概要
- 本校は、1960年（昭和35年）年頃から開発が進み住宅が急増し公団住宅が建設され、児童数が増加したため、奈良県では戦後初めての新設公立小学校として設置された小学校である。

## 沿革
- 1965年（昭和40年）
  - 4月1日 - 人口の急増に伴い開校。
  - 4月x日 - 転入児童受入式挙行。内訳は、富雄北小学校から272名、平城小学校から31名、伏見小学校から1名の合計304名。
  - 6月 - 開校記念式典挙行。創立記念日を6月28日と定めた。
- 1968年（昭和43年）4月 - 登美ケ丘小学校の新設による一部学区を分離。
- 1970年（昭和45年）4月 - 鶴舞西小学校（現:青和小学校）の新設による一部学区を分離。
- 1979年（昭和54年）
  - 4月 - 平城西小学校の新設による一部学区を分離。
  - 6月28日 - 第20回創立記念日。
- 2004年（平成16年）6月 - 創立40周年記念式典及び音楽会（登美ヶ丘中学校吹奏楽部）開催。創立40周年の記念植樹。
- 2006年（平成18年） - 奈良市の教育推進モデル校に指定。
- 2007年（平成19年）
  - 7月 - 情報機器の充実のため、パソコン40台の導入。
  - 8月 - 各階教室にインターホンを設置。
- 2008年（平成20年）
  - 8月 - 防犯カメラ2台設置。
  - 9月 - 体育館の耐震工事実施。職員室前にAED設置。
- 2009年（平成21年） - 給食室・図書室・図工室の床の張り替え。
- 2010年（平成22年）
  - 3月 - プール改修整備工事完了。
  - 9月 - バンビホーム移転。
- 2011年（平成23年）
  - 2月 - 給食室にシャワー・トイレ設置。
  - 6月 - ユネスコスクールに登録。
  - 9月 - 北校舎耐震補強工事完了。
- 2012年（平成24年）
  - 7月 - ビオトープ完成。
  - 9月 - 南館耐震工事完了。
- 2013年（平成25年）11月 - ぼうけんの森園路完成。
- 2014年（平成26年）6月 - 創立50周年記念式典。
- 2015年（平成27年）10月 - 「ぼうけんのもり再生プラン」取組開始。
- 2016年（平成28年）12月 - 「杉五郎（ターザンロープ渡り・遊具）」改修工事完了。
- 2017年（平成29年）3月 - ビオトープ改修工事完了。
- 2018年（平成30年）
  - 2月 - 「桜五郎（見晴らし台）」撤去工事完了。
  - 3月 - 外トイレ改修工事・多目的トイレ新設工事完了。同月、「ぼうけんの森」改修工事完了。
- 2020年（令和2年）
  - 2月 - 西門横フェンスの設置。
  - 3月 - 「ぼうけんの森」の栗の木、校庭の桜の木の樹勢回復作業、倒木の可能性のある桜の木の伐採、病気に強い桜やアメリカハナミズキの植樹を、それぞれ実施。

## アクセス
- 奈良交通「鶴舞6丁目」バス停下車後、徒歩5分。
- 近畿日本鉄道奈良線学園前駅から、上述の路線バスで、「鶴舞6丁目」バス停下車後、徒歩。
  - 学園前駅からは、急行バスと学園緑ヶ丘1丁目行を除く全ての系統が、「鶴舞6丁目」バス停に停車する。

## 周辺
- 奈良市立鶴舞こども園 - 同一敷地内
- 社会福祉法人郡山双葉会鶴舞やまとこども園
  - 上記2園は、進学前こども園のひとつ。
- 学園前ロイヤルクラブ
- 奈良市立図書館西部図書館
- 奈良市消防局西消防署

## 通学区域が隣接している学校
- 奈良市立平城西小学校
- 奈良市立東登美ヶ丘小学校
- 奈良市立登美ヶ丘小学校
- 奈良市立二名小学校
- 奈良市立青和小学校
- 奈良市立あやめ池小学校